# Đại học Silpakorn
Đại học Silpakorn (tiếng Thái: มหาวิทยาลัยศิลปากร) là một trường đại học được chính phủ tài trợ tại Bangkok, Thái Lan. Trường được thành lập năm 1943 bởi một giáo sư nghệ thuật người Italia tên Corrado Feroci với tên Thái là Silpa Bhirasri khi ông trở thành công dân Thái. Đây là một trường hàng đầu Thái Lan về mỹ thuật và khảo cổ. Trường có khoảng 7000 sinh viên.
Trường có nhiều khu trường sở:
- Thapra Palace, Bangkok
- Sanam Chan Palace, Nakhon Pathom
- Khu trường sở công nghệ thông tin Phetchaburi, Phetchaburi

Đại học Silpakorn bao gồm 13 khoa, 1 Graduate school và 1 viện:
- Khoa Hội họa, Điêu khắc và Đồ hoạ
- Khoa Kiến trúc
- Khoa Khảo cổ
- Khoa Nghệ thuật trang trí
- Khoa Nghệ thuật
- Khoa Giáo dục
- Khoa Khoa học
- Khoa Dược
- Khoa Công nghệ Công nghiệp và Kỹ thuật
- Khoa Công nghệ Nông nghiệp và Khoa học động vật
- Khoa Âm nhạc
- Graduate School
- Khoa Quản lý
- Faculty of Management Lưu trữ ngày 26 tháng 11 năm 2010 tại Wayback Machine
- Khoa Công nghệ Thông tin và Liên lạc
- Viện quốc tế Silpakorn

## Lịch sử
Năm 1939 Trường Pranete Silpakam đã được thành lập trên cơ sở Thapra Palace bởi Mom Luang Pin Malagula. 4 năm sau, trong thời kỳ Chiến tranh Thế giới thứ 2, trường trở thành trường đại học thứ ba của chính phủ.
Năm 1968 Bộ Giáo dục Hoàng gia Thái Lan cho phép Đại học Silpakorn thêm nhiều bộ môn và dẫn đến việc thành lập khu trường sở Sanam Chan ở Nakhon Pathom, phía tây Bangkok.